# خازم بن خزيمة التميمي
أبو خزيمة خازم بن خزيمة بن عبد الله النهشلي الدارمي التميمي (90 هـ - 153 هـ / 708 م - 770 م) أمير وقائد عسكري وسياسي ورجل دولة من أبرز القادة والأمراء في الدولة العباسية في عصر التأسيس، وأحد القادة الذين كان لهم دور كبير وحاسم في الثَّورةُ العبَّاسية (129 هـ - 132 هـ) حتى عُد الرجل الثاني في الدولة بعد الخليفة، تولى إمارة عمان في عهد الخليفة أبي العباس السفاح، وإمارة خراسان في عهد الخليفة أبي جعفر المنصور، وخاض الكثير من الحروب والمعارك والحملات العسكرية لصالح الدولة العباسية، وقضى على كثير من حركات الخوارج والثائرين على الخلافة العباسية حتى عرف في بلاط الخلفاء بلقب القائد، وكان على شرطة الخليفة أبي جعفر المنصور وتوفي وهو على شرطته في بغداد عام 153 هـ وصلى عليه الخليفة ودفن فيها.
كان خازم من دهاة العرب، ذوي الرأي والمكيدة والخبرة في الحروب، ولم يهزم في معركةٍ قط، وينتمي إلى بني نهشل من بني تميم الذين يعدون من أشراف العرب، شارك في تأسيس الخلافة العباسية، ففتح مدينة مرو الروذ وقتل عامل الأمويين عليها، كما فتح مدينة حلوان وهرب عامل الأمويين منها، وكان مع قحطبة بن شبيب في مقدمة الجيوش العباسية وشارك في الإستيلاء على بلاد فارس والعراق، وتولى خازم قتل يزيد بن عمر بن هبيرة الفزاري أخر ولاة الدولة الأموية على العراق.
وبعد سقوط الدولة الأموية وقيام الدولة العباسية كان خازم الرجل العسكري الأول في زمانه، فخاض حروبًا كثيرةً لتثبيت أركان الدولة العباسية ومحاربة خصومها من الخوارج والثوار في عهد الخليفتين أبي العباس السفاح (132 هـ - 136 هـ) وأبي جعفر المنصور ( 136 هـ - 153 هـ)، فقد شن حملة عسكرية كبيرة على الإباضية وحاربهم في معركة جلفار الثانية في عمان وتغلب عليهم وقتل أميرهم الجلندي بن مسعود وجُل أصحابه، وحارب الصفرية وهزمهم وأجلاهم عن البحرين، كما قضى على تمرد الوالي عبد الجبار بن عبد الرحمن الأزدي في خراسان وقبض عليه ثم قتله، وقاد الحرب ضد مدعي النبوة أستاذ سيس وتغلب عليه وقتله مع عدد كبير من أتباعه، كما كلفه الخليفة أبو جعفر المنصور بمحاربة الخوارج في العراق فأستطاع خازم هزيمتهم وقتل قائدهم ملبد بن حرملة الشيباني، كما ندبه لقتال الوالي المتمرد بسام بن إبراهيم في المدائن فتغلب عليه وقتله مع أصحابه، وقاد حملة عسكرية كبيرة لفتح منطقة طبرستان فأستطاع ضمها إلى الدولة العباسية وقتل ملكها قارن الأصبهبذ، وقضى أيضاً على ثورة الراوندية في بغداد وأبادهم جميعاً.

## نسبه ونشأته

### نسبه

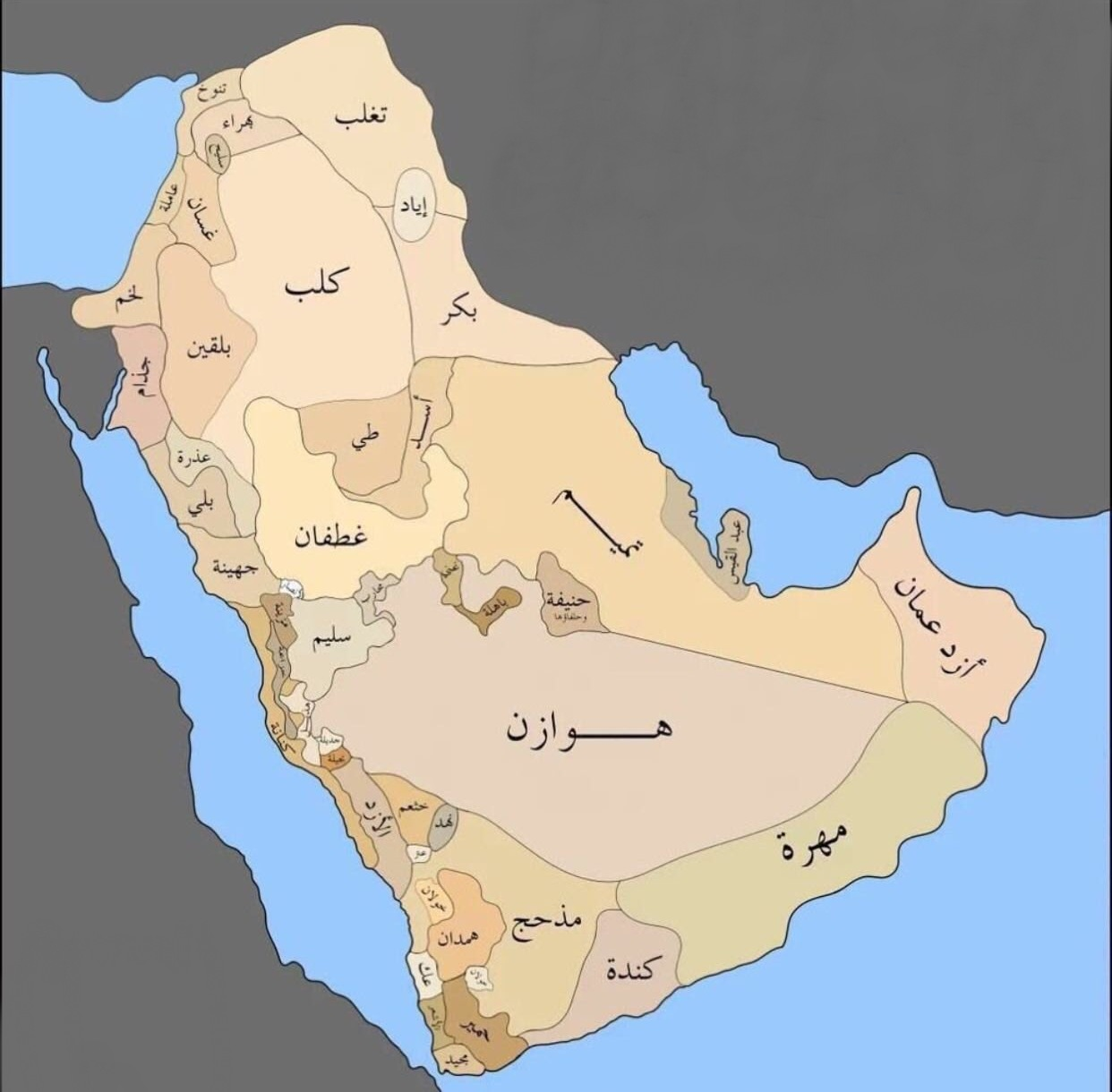
خريطة قبائل العرب وتظهر فيها قبيلة تميم التي ينتسب إليها خازم.

هو خازم بن خزيمة بن عبد الله بن حنظلة بن نضلة بن حرثان بن مطلق بن صخر بن نهشل بن دارم بن مالك بن حنظلة بن مالك بن زيد مناة بن تميم بن مر النهشلي الدارمي الحنظلي التميمي يُكَنى بأبي خزيمة، وقومه بنو نهشل من بني تميم من أشراف العرب، وفيه يقول الشاعر:
وكان جده صخر بن نهشل الحنظلي التميمي سيداً شريفاً من سادات العرب في الجاهلية وفرسانهم، وكان رئيس بني حنظلة من بني تميم، وقائدهم في غزواتهم في زمانه، ومنها ما ذكره المفضل الضبي وأبو الفضل الميداني قالا: أتى الحارث بن أكل المرار الكندي ملك كندة صخر بن نهشل التميمي وقال له: هل أدلك على غنيمة على أن يكون لي خمسها، فقال له صخر: نعم، فدله الحارث بن أكل المرار على قومٍ من أهل اليمن، فأغار عليهم صخر بن نهشل بقومه وظفروا بهم وغنموا، فقال له الحارث بن أكل المرار الكندي: «أنجز حرّ ما وعد» فصارت مثلاً، ووفى له صخر فأعطاه ماوعده به.
وكان يقال لقومه نهشل الفوارس وذلك لكثرة فرسانهم وشِدة بأسهم، قال الفرزدق:
وعرف قومه بنو نهشل بين العرب بلقب الشهاب. قال ابن منظور: «وَيُقَالُ للرجُلِ الْمَاضِي فِي الْحَرْبِ: شِهابُ حَرْبٍ أَي ماضٍ فِيهَا، عَلَى التَّشْبيهِ بِالكَوْكَبِ فِي مُضِيِّه، والجمعُ شُهُبٌ وشُهْبانٌ.».

### نشأته

خريطة تظهر بلدان إقليم خراسان وتظهر فيها مدينة مرو الروذ التي ولد فيها خازم.

ولد في عام (90 هـ/708 م) تقريباً في زمن الدولة الأموية في عهد الخليفة الوليد بن عبد الملك في مدينة مرو الروذ والتي تعد من أكبر بلدان إقليم خراسان ونشأ فيها نشأة حربية وسط قومه بني تميم الذين كانوا أكبر وأكثر القبائل العربية عدداً في خراسان فقد ذكر الطبري أن الخليفة الأموي هشام بن عبد الملك قال: «إن تميماً أكثر أهل خراسان.» في رسالته إلى واليه على العراق يوسف بن عمر الثقفي. ومما يدل أيضاً على كثرتهم ماذكره معمر بن المثنى أن عدد فرسان بني تميم المدونة أسمائهم في ديوان الجند في أواخر القرن الأول الهجري عام 96 هـ أكثر من أربع وعشرين ألف مقاتل. وقال الطبري:«مضر بخراسان تعدل هذه الثلاثة الأخماس، وتميم أكثر الخمسين، وهم فرسان خراسان.». وكان الأحنف بن قيس التميمي أحد زُعماء هذه القبيلة هو الذي فتح خراسان في عهد الخليفة عمر بن الخطاب وذلك في عام 22 هـ ومنذ ذلك التاريخ بدأ إستقرار قبائل تميم في بلدان خراسان، فنشأ خازم على حب الفروسية والشجاعة مُنَذ الصغر في بيئةٍ تشهد العديد من الحروب والصراعات. ولذلك يقول الخطيب البغدادي في وصفه: «خازم بن خزيمة النهشلي أحد الجبابرة قتل في وقعة سبعين ألفاً، وأسر بضعة عشر ألفاً، فضرب أعناقهم جميعاً، وذلك في خراسان».

## دوره في القضاء على الدولة الأموية وتأسيس الدولة العباسية

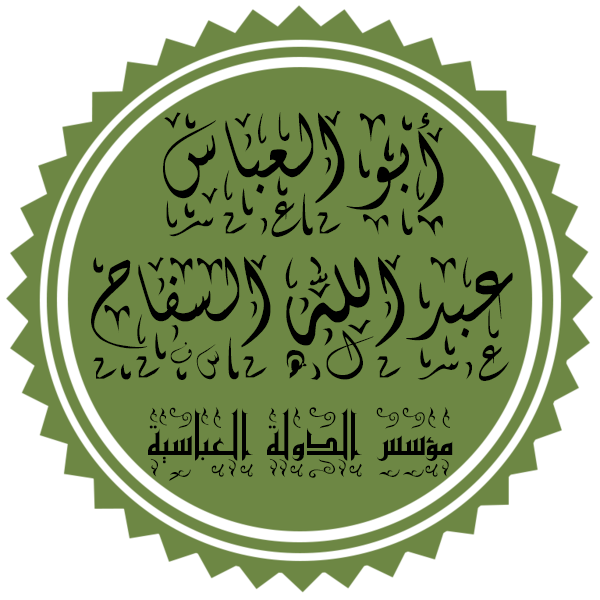
تخطيط اسم أبي العباس السفاح متبوعًا بلقب (مؤسس الدولة العباسية).

كان خازم بن خزيمة من نقباء بني العباس والذين كان عددهم سبعين نقيباً. ولم تذكر المصادر تاريخ انضمامه إلى الدعوة العباسية السرية، ولكن من المؤكد أنه انضم إليها في وقتٍ مبكر، ولذلك كان محل ثقة لإمام الدعوة العباسية ولنائبه في خراسان أبو مسلم الخراساني.
وكانت أول معركة له بعد أن أمر إبراهيم الإمام نائبه أبو مسلم الخراساني أن يجهر بالدعوة العباسية في خراسان، وكانت مهمة خازم بن خزيمة هي السيطرة على مدينة مرو الروذ وهي مسقط رأسه وتُعد من أكبر مدن خراسان، وقد تحرك خازم بن خزيمة إليها عام 129 هـ ولكن قبل دخوله للمدينة واجهته مشكلة كبيرة، وهي وقوف عدد كبير من أبناء قبيلته تميم ضده، فقد أشهروا سيوفهم في وجهه، ومنعوه من دخول المدينة، ولكن بفطنة خازم ودهائه إستطاع ضم سيوف قومه إليه، فخطب في قومه وقال: « يا بني تميم إنما أنا رجل منكم، وأريد مرو لعلي أن أغلب عليها، فإن ظفرت بها فهي لكم، وإن قتلت فقد كفيتكم أمري.» فأنضموا إليه، فهاجم مدينة مرو الروذ وقتل بشر بن جعفر عامل بني أمية عليها واستولى على المدينة، وأرسل بالفتح مع ولده خزيمة بن خازم.
وبعد سيطرة الدعاة العباسيين على كامل بلدان إقليم خراسان وهروب نصر بن سيار الكناني والي الأمويين عليها، تمثلت المرحلة الثانية في السيطرة على الأقاليم المجاورة لخراسان، فتوجه عدد كبير من الجيش العباسي وكانت مهمته السيطرة على كامل أقاليم بلاد فارس والقضاء على ولاة الأمويين فيها، ثم السيطرة على العراق والقضاء على واليها الأموي يزيد بن عمر بن هبيرة الفزاري، وكان خازم بن خزيمة من ابرز أمراء وقادة هذا الجيش. فشارك خازم في فتح إقليم همدان، وفتح إقليم نهاوند، وفتح إقليم قومس، وفتح إقليم الري وتم إجلاء القوات الأموية من هذه الأقاليم ففرت جميعاً إلى العراق، ولم يبقى تحت سيطرة الأمويين في المشرق غير مدينة حلوان وكان عامل بني أمية عليها عبد الله بن العلاء الكندي، فسار لقتاله خازم بن خزيمة، فهرب ابن العلاء منه ولحق بالقوات الأموية في العراق، ودخل خازم المدينة بدون قتال، وبذلك سيطر الجيش العباسي على جميع الولايات الشرقية للدولة الأموية وذلك في سنة 131 هـ.

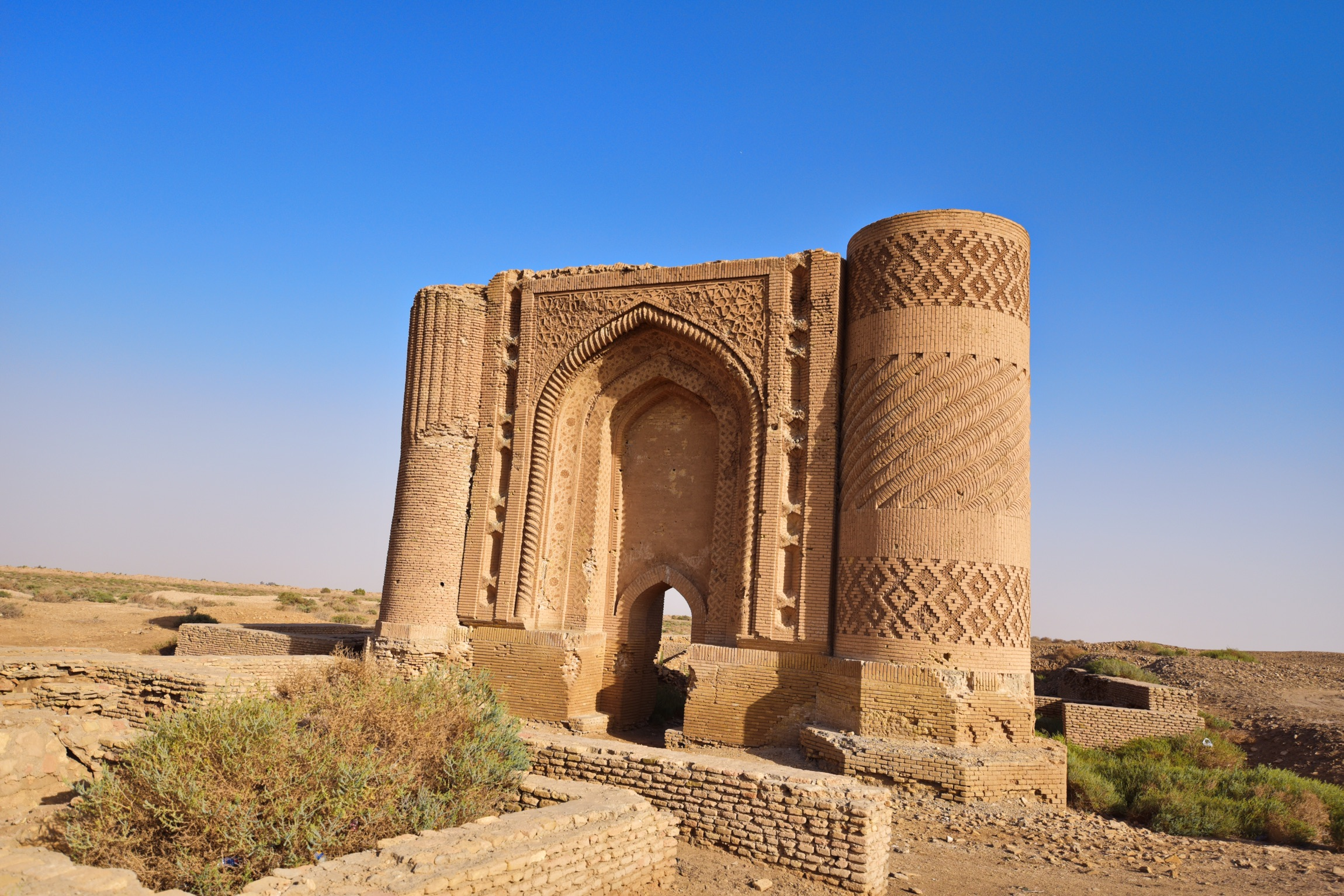
صورة من مدينة واسط التاريخية والتي قتل عندها ابن هبيرة أخر ولاة الأمويين على العراق.

بعد اكتمال تجمع القوات العباسية في منطقة حلوان واكتمل استعدادها للهجوم على العراق والمسير إلى الكوفة والتي كان فيها أبو العباس السفاح أول الخلفاء العباسيين ومعه داعية العباسيين أبو سلمة الخلال، قسم الجيش العباسي إلى عِدة أقسام، وكان خازم بن خزيمة أميراً على أحد هذه الأقسام، وكانت مهمته الجديدة هي محاربة والي الأنبار للأمويين، وبالفعل تحرك خازم بن خزيمة مع قواته وهاجم الأنبار وقتل العامل الأموي فيها واستولى عليها وذلك في سنة 132 هـ.
وقد وجه الخليفة أبو العباس السفاح جيشاً لقتال يزيد بن هبيرة الفزاري والي العراق الأموي والذي كان يرابط مع جيشه في مدينة واسط وكان خازم بن خزيمة في مقدمة هذا الجيش، قال ابن الأثير: «فخرجوا وخرج ابن هبيرة وعلى ميمنته ابنه داود فالتقوا وعلى ميمنة العباسيين خازم بن خزيمة فحمل خازم على ابن هبيرة فانهزم هو ومن معه وغص الباب بالناس ورمي أصحابه بالعرادات ورجع أهل الشام فكر عليهم العباسيين واضطروهم إلى دجلة فغرق منهم ناس كثير فتلقوهم بالسفن وتحاجزوا فمكثوا سبعة أيام ثم خرجوا إليهم فاقتتلوا وانهزم أهل الشام هزيمة قبيحة فدخلوا المدينة»، وبعد انتصار الجيش العباسي وهزيمة الجيش الأموي، دخل خازم بن خزيمة مدينة واسط، وقتل ابن هبيرة وولده داؤد ووجوه أصحابه، وكان الخليفة الأموي مروان بن محمد قد قتل أيضاً في مصر في هذه السنة وبذلك سقطت الدولة الأموية وقامت الدولة العباسية.

## القضاء على حركات الخوارج

### محاربة الحرورية في خراسان

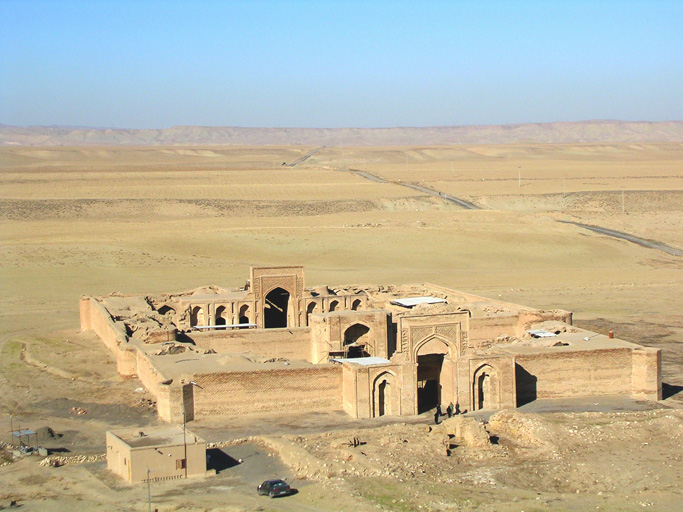
مبنى أثري في مدينة سرخس التي وقعت فيها المعرك بين خازم والحرورية.

كان الحرورية قد خرجوا في خراسان وعليهم شيبان بن سلمة البكري وذلك في زمن الدولة الأموية في عهد الخليفة مروان بن محمد، وكان مع شيبان ثلاثين ألف مقاتل، وكانت بينه وبين والي خراسان الأموي نصر بن سيار الكناني حروب طويلة. ولما سقطت الدولة الأموية وقامت الدولة العباسية أرسل والي خراسان العباسي أبو مسلم الخراساني إلى شيبان يطلب منه المبايعة للخليفة أبو العباس السفاح، فرد عليه شيبان وقال: بل أنا أدعوك إلى مبايعتي بالخلافة، فوجه إليه أبو مسلم جيشاً عليه خازم بن خزيمة وبسام بن إبراهيم ووقعت بين الطرفين معركة عند سرخس، وقد اسفرت تلك المعركة عن انتصار خازم ومن معه وهزيمة الخوارج ومقتل أميرهم شيبان بن سلمة البكري.

### استرجاع البحرين وهزيمة الصفرية
كانت الصفرية قد تغلبوا على أكثر أرض البحرين في أواخر العصر الأموي وعليهم شيبان بن عبد العزيز، فلما ملك بنو العباس وجه الخليفة أبو العباس السفاح في عام 134 هـ جيشاً بقيادة خازم بن خزيمة إلى البحرين لقتالهم، وانضم إلى خازم عدد من قومه بني تميم، فساروا في السفن، حتى أرسوا في جزيرة ابن كاوان، ووجه خازم خمسمائة مقاتل من خيرة أصحابه بقيادة ابن عمه نضلة بن نعيم النهشلي إلى شيبان، فاقتتلوا قتالاً شديداً، حتى ظفر بهم نضلة وقتل منهم جماعة، ففر شيبان بن عبد العزيز ومن معه من الصفرية وركبوا السفن وهربوا إلى عمان والتي كان يسيطر عليها الإباضية بزعامة الجلندي بن مسعود، فناصبهم الجلندي وأصحابه العداء، واقتتلوا فانهزم شيبان ومن معه من الصفرية وقتلوا جميعاً.

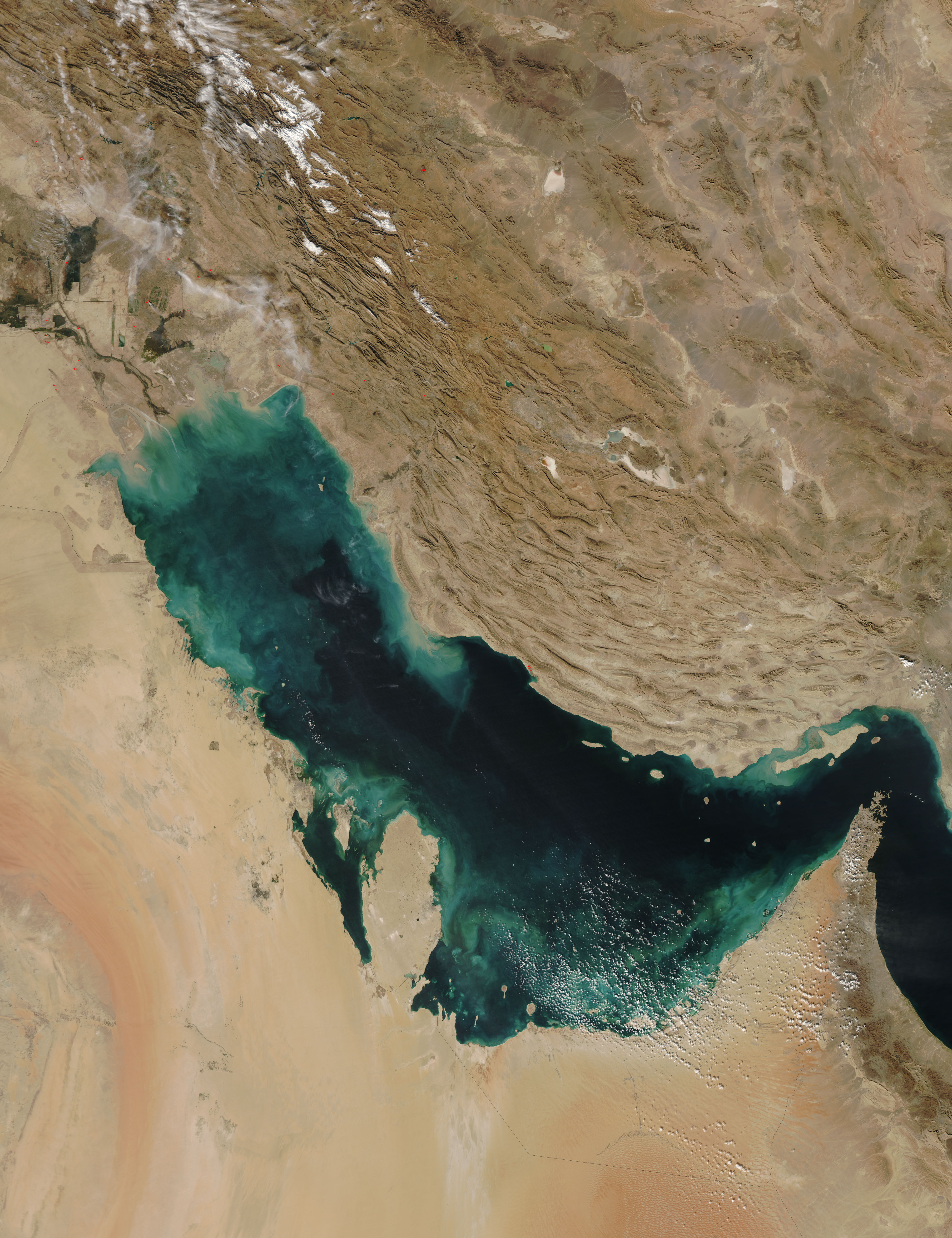
خريطة الخليج العربي وتظهر فيها سواحل عمان والبحرين والتي كانت مسرحاً لقتال خازم مع الصفرية والإباضية.

### ضم عمان وهزيمة الإباضية
لما استتب الأمر لخازم بن خزيمة في بلاد البحرين ووطد الحكم العباسي فيها، سار بجيشه إلى عمان لمطاردة فلول الصفرية الهاربة، ولما وصل خازم ساحل عمان، لقيه الجلندي بن مسعود ومعه جموع الإباضية فاقتتلوا قتالاً شديداً، واستمر القتال لمدة يومين كاملين، وفي نهاية اليوم الثاني، رجحت كفة المعركة لصالح جيش خازم، فقتل من الإباضية تسعمائة رجل، وأحرق منهم تسعين رجلاً، وهرب الإباضية إلى مناطقهم وتحصنوا بها.
وبعد سبعة أيام من هذه المعركة، التقى خازم مع الإباضية مجدداً، وفكر خازم بخطةٍ عسكرية، قال ابن الأثير: «أمر خازم أَصْحَابَهُ أن يَجْعَلُوا عَلَى أَطْرَافِ أَسِنَّتِهِمُ الْمُشَاقَةَ، وَيَرْوُوهَا بِالنِّفْطِ وَيُشْعِلُوا فِيهَا النِّيرَانَ ثُمَّ يَمْشُوا بِهَا حَتَّى يُضْرِمُوهَا فِي بُيُوتِ أَصْحَابِ الْجُلُنْدَى، وَكَانَتْ مِنْ خَشَبٍ.». فلما فعل جيش خازم ذلك، وأضرمت النيران في بيوتهم، مال عليهم جيش خازم فحملوا عليهم، ووضعوا السيف فيهم، فقتلوهم جميعاً ولم ينجوا منهم أحد، وكان عدد القتلى من الإباضية أكثر من عشرة ألاف رجل منهم أميرهم الجلندي بن مسعود، وأستطاع خازم أن يغلب على عمان ويضمها إلى الخلافة العباسية ويوطد الحكم العباسي فيها. قال خير الدين الزركلي: «كانت عمان أشبه بالمقاطعة المستقلة في أيام بني أمية، فلما استولى بنو العباس أرسل السفاح خازم بن خزيمة في جيشٍ لإخضاعها، فقاتله الجلندي فقُتَل، وقتل معه نحو عشرة آلاف من أصحابه.». وكانت إمارة خازم على عمان عدة أشهر فقط، وفي ذلك قال ابن كثير: «قاتل خازم الخوارج في عمان فكسرهم، وقهرهم، واستحوذ على ما هناك من البلاد، وقتل أمير الخوارج الجلندي، وقتل من أصحابه وأنصاره نحواً من عشرة ألافٍ، ثم بعد أشهرٍ كتب إليه السفاح أن يرجع فرجع سالماً غانماً منصوراً.».

### القضاء على الخوارج في العراق

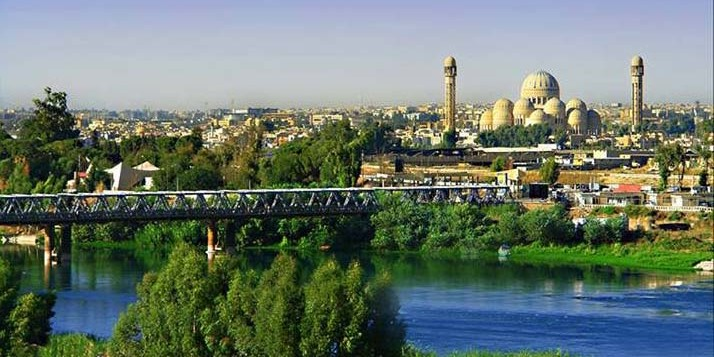
أحد الجسور في مدينة الموصل التي وقع بالقرب منها القتال بين خازم والخوارج.

ثار الخوارج في الجزيرة بالعراق بقيادة ملبد بن حرملة الشيباني وذلك في عام 137 هـ في زمن الخليفة أبو جعفر المنصور. وقد أستطاع ملبد بن حرملة التغلب على كثيرٍ من قادة أبي جعفر وهزيمتهم حتى أستفحل أمره وانتشر خبره في الأنحاء، قال البلاذري: «أتى ملبد مسلحة فيها بكار المروزي فقتله وأخذ سلاحه، ثم صار إلى الموصل فطرد عاملها عبد الحميد بن ربعي الطائي، ولقيه المهلب أبو الأزهر قرب تكريت فهُزم أبو الأزهر، وبعث إليه المنصور زياد بن مشكان فهزمه ملبد وقتل تسعين رجلاً من أصحابه، فتعجب المنصور من ذلك وقال العجب كل العجب! ثم ولى المنصور إسماعيل بن علي على الموصل وأمره بقتال ملبد، فوجه إسماعيل إليه جيشاً فقتلهم ملبد وتغلب عليهم، وأعترض ملبد يزيد بن حاتم المهلبي وقتل من أصحابه تسعمائة رجل، وهرب منه يزيد، وبعث إليه المنصور روح بن حاتم والشمر بن عبيد الخزاعي وغيرهم في أكثر من خمسة عشراً ألف مقاتل، فلقيهم ملبد وقتل منهم ألف رجل، ومات كثير منهم عطشاً، وأنهزموا، وأصاب ملبد متاعاً كثيراً.». وذكر سبط ابن الجوزي: «أن الخليفة أبو جعفر المنصور وجه إلى ملبد جيوشاً وهو يهزمها، حتى استفحل أمره.»
فلما بلغ المنصور أخبار هذه الهزائم جد في الأمر، واستدعاء القائد خازم بن خزيمة وذلك في سنة 138 هـ وندبه لقتال ملبد بن حرملة وأصحابه، فسار إليهم خازم في ثمانية ألاف مقاتل، ونزل الموصل، فبلغ ملبد مسير خازم فخرج إليه، واقتتلوا قرب الموصل، وكان ملبد قد أتفق مع أصحابه على حيلة للإيقاع بخازم وجيشه، وهي أن يظهروا أنهم منهزمين بعد بداية المعركة، ولكن هذه الحيلة لم تنجح، فحمل ملبد على ميمنة جيش خازم وهزمهم فحمل خازم بن خزيمة وهو في قلب الجيش على أصحاب ملبد حتى هزمهم، وعقر دوابهم، ثم أمر خازم فرقة من جيشه أن يرشقوا ملبداً وأصحابه بالنبال، ففعلوا ذلك فقتل ملبد وقتل معه أكثر من ألف رجل من أصحابه وهرب الباقون، فأمر خازم ابن عمه نضلة بن نعيم التميمي بمطاردتهم، فتبعهم نضلة وظفر بهم وقتلهم وكان عددهم مائة وخمسين رجلاً. قال ابن خياط: «خرج ملبد بْن حَرْمَلَة أحد بَنِي أَبِي ربيعَة بالموصل فَوجه إِلَيْهِ أَبُو جَعْفَر خازم بْن خُزَيْمَة فَقتله.». وقال الشاعر في ذلك:

## القضاء على تمرد وعصيان الولاة والقادة

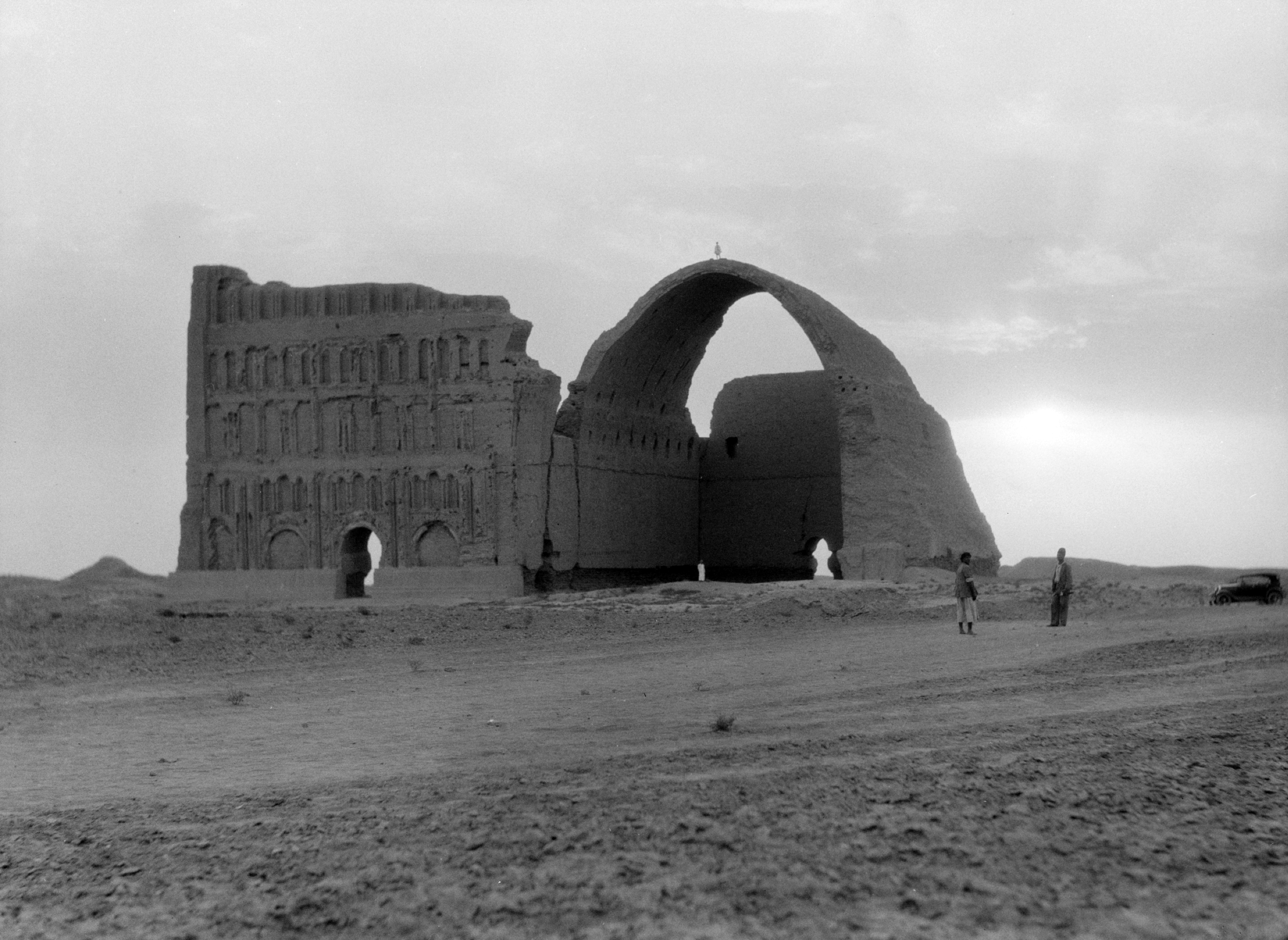
ماتبقى من إيوان كسرى في المدائن وقد وقعت عندها المعركة بين خازم بن خزيمة والقائد المتمرد بسام بن إبراهيم.

### تمرد القائد بسام بن إبراهيم
ذكر المدائني: أن بسام بن إبراهيم كان من قادة نصر بن سيار أخر ولاة الدولة الأموية في خراسان فلما ظهر أبو مسلم الخراساني صار إليه وترك نصراً، وشهد مع قحطبة وقائعه في بلاد فارس والعراق، ثم سار مع عبد الله بن علي العباسي وشهد معه وقائعه في الشام، ثم عزم بسام بن إبراهيم على خلع طاعة أبو العباس السفاح ونزل قرقيسيا، وكتب ابن علي بخبره إلى أبي العباس.
فجهز أبو العباس جيشاً لقتاله وجعل عليه خازم بن خزيمة، فسار إليه خازم والتقى مع بسام قرب المدائن ودارت بين الطرفين معركة انتصر فيها خازم وقتل أصحاب بسام وأستباحهم، وأستطاع بسام بن إبراهيم الهروب والنجاة، فتبعه خازم وقتل كل من وجد من أصحابه وذلك في سنة 134 هـ. قال ابن الأثير: «وَفِي سنة 134 هـ خَلَعَ بَسَّامُ بْنُ إِبْرَاهِيمَ بْنِ بَسَّامٍ، وَكَانَ مِنْ فُرْسَانِ أَهْلِ خُرَاسَانَ، وَسَارَ مِنْ عَسْكَرِ السَّفَّاحِ هُوَ وَجَمَاعَةٌ عَلَى رَأْيِهِ سِرًّا إِلَى الْمَدَائِنِ فَوَجَّهَ إِلَيْهِ السَّفَّاحُ خَازِمَ بْنَ خُزَيْمَةَ، فَاقْتَتَلُوا، فَانْهَزَمَ بَسَّامٌ وَأَصْحَابُهُ، وَقُتِلَ أَكْثَرُهُمْ، وَقُتِلَ كُلُّ مَنْ لَحِقَهُ مُنْهَزِمًا.». وقد بقي بسام بن إبراهيم متخفياً حتى تمكن أبو العباس السفاح من القبض عليه ثم قتله وصلبه.

### عصيان والي الشام عبد الله بن علي العباسي
كان عبد الله بن علي العباسي والياً على بلاد الشام للخليفة أبي العباس السفاح. ولما توفي أبو العباس وأوصى بالخلافة من بعده لأخيه أبو جعفر المنصور أعلن عبد الله بن علي العصيان عليه ولم يبايعه. قال ابن كثير: «وَقَدْ أُخِذَتْ الْبَيْعَةُ لأبي جعفر مِنْ أَهْلِ الْعِرَاقِ وَخُرَاسَانَ وَسَائِرِ الْبِلَادِ سِوَى الشَّامِ.». وقد زعم عبد الله بن علي أن السفاح جعله ولي للعهد وأوصى له بالخلافة من بعده، فجمع الجند وقال: «إن أبا العباس قال من انتدب منكم فسار لقتال مروان بالزاب فهو ولىّ عهدي فلم ينتدب له غيرى، وعلى هذا خرجت من عنده وقتلت من قتلت.» فشهد له عدد من القادة بذلك، وبايعوه بالخلافة.
قال البلاذري: فسار عبد الله بن علي العباسي فنزل قنسرين وأستعمل عليها زفر بن عاصم، وولى على دمشق عثمان بن عبد الأعلى، وعلى فلسطين الحكم بن ضبعان، وكتب إلى ولاة أرمينية وأذربيجان وغيرهم يدعوهم إلى طاعته، فلم يجيبوه، فسار بجيشه إلى مدينة حران وعليها مقاتل بن حكيم العكي فحاصره، ثم طلب ابن حكيم الصلح، فصالحه ودخل مدينة حران وذلك في شهر صفر عام 137 هـ. ولما وصلت تلك الأخبار إلى الخليفة أبو جعفر المنصور كلف خازم بن خزيمة وأبو مسلم الخراساني بقتاله فخرجوا إليه، وحصلت معركة كبيرة بين الطرفين، وكان خازم على ميسرة الجيش العباسي فقاتلوه أشهراً عديدة دون أن يظفر أحد منهم بالأخر.
وقد فكر أبو مسلم بحيلةٍ عسكرية، قال ابن الأثير: «أمر أبو مسلم الخراساني الحسن بن قحطبة وكان على ميمنة الجيش أن يعبيء الميمنة أكثرها إلى الميسرة وليترك في الميمنة جماعة أصحابه وأشداءهم، فلما رأى ذلك أهل الشام أعروا ميسرتهم وانضموا إلى ميمنتهم بإزاء ميسرة أبي مسلم، وأمر أبو مسلم أهل القلب أن يحملوا مع من بقي في ميمنته على ميسرة أهل الشام فحملوا عليهم فحطموهم، وجال القلب والميمنة وركبهم أصحاب أبي مسلم، فانهزم أصحاب عبد الله.». فهرب عبد الله بن علي بعد هزيمة قواته، فنزل الرقة ثم هرب منها إلى البصرة ونزل على أخيه سليمان بن علي وكان أميراً عليها، فخرج سليمان بن علي إلى الخليفة أبو جعفر المنصور وطلب منه الأمان لأخيه عبد الله فأمنه المنصور.

### تمرد والي خراسان عبد الجبار بن عبد الرحمن الأزدي

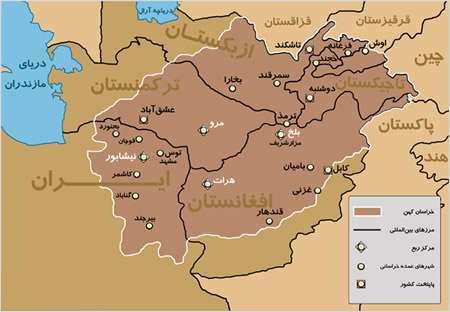
خريطة إقليم خراسان التاريخي مع حدود الدول اليوم.

كان عبد الجبار بن عبد الرحمن من رجال الدعوة العباسية وقد استعمله الخليفة أبو جعفر المنصور على خراسان فساءت سيرته، وأكثر القتل وسفك الدماء، ثم خلع طاعة المنصور. وكان عبد الجبار خطب في الجند وزعم أن أبو جعفر دعاه إلى عبادته، وذكر أن بني علي بن أبي طالب أحق بالخلافة من بني العباس وذلك ليكسب قلوبهم، ويضمن ولائهم له، وأرسل إلى إبراهيم بن عبد الله بن الحسن بن علي بن أبي طالب يطلب منه الحضور إلى خراسان فلم يفعل، فجاء برجلٍ من عجم خراسان وزعم أنه إبراهيم بن عبد الله، فكلف أبو جعفر المنصور ابنه المهدي ومعه القائد خازم بن خزيمة بقتاله، فسار المهدي حتى نزل مدينة الري وعسكر فيها، ووجه خازم بن خزيمة إلى خراسان وكلفه بقتال عبد الجبار بن عبد الرحمن، وكان الخراساني الدعي قد خطب في الناس في يوم الجمعة ودعاء على المنصور، وذكر من قتل من آل أبي طالب وبكى فأبكى الناس، وهكذا استطاع عبد الجبار حشد عدد كبير من القوات حوله لمحاربة العباسيين.
ولما توجه خازم بن خزيمة لقتال عبد الجبار، ووصلت تلك الأخبار إلى أهل خراسان، ثار على عبد الجبار أهل مرو الروذ وهي المدينة التي ولد فيها خازم، فوقع عبد الجبار وصار محاصراً بين جيشين جيش خازم القادم من الري، وجيش أهل مرو الروذ ومن معهم من أهل خراسان، فاقتتلوا فهزم عبد الجبار وقتل أصحابه، وهرب هو واختفى في مغارة، فأمر خازم أصحابه بالبحث عنه، حتى وجدوه فأخذه أسيراً، وحمله مكبلاً على بعير إلى المنصور في بغداد، فأمر المنصور قائد شرطته المسيب بن زهير بقتله وذلك في سنة 141 هـ.

## ثورة الراوندية

خريطة منطقة أصفهان التي يُنسب الراوندية إلى إحدى قراها.

الراوندية طائفة ضالة منحرفة وسميت بالراوندية نسبة إلى قرية راوند قرب مدينة أصفهان في بلاد فارس. قال النويري: «والراوندية قوم من أهل خراسان يقولون بتناسخ الأرواح.».
وكان المنصور قد حبس مائتين من قادتهم، فثاروا في بغداد في عام 141 هـ ودخلوا السجن، وحرروا أصحابهم، وجعلوا لا يمرون بأحدٍ إلا قتلوه، ولم يتمكن صاحب الشرطة عثمان بن نهيك من السيطرة عليهم فرموه بسهمٍ وظل أياماً ومات، وكان القائد خازم بن خزيمة قادماً إلى بغداد بعد أحد المهام، فصادفهم في الأسواق، فقال يا أمير المؤمنين: أأقتلهم ؟ فقال له المنصور: نعم، فحمل عليهم خازم بن خزيمة حتى ألجاهم إلى أحد الأسوار، ثم كروا عليه فهزموا مقدمة جيشه، فهجم عليهم خازم بنفسه وهزمهم وقتلهم جميعاً. قال أبو حنيفة الدينوري في الأخبار الطوال: «خرج الراوندية في عام 142 هـ يطلبون بثار أبي مسلم، وخلعوا الطاعة، فوجه إليهم خازم بن خزيمة فقتلهم، وبددهم في الأرض.». وذكر البلاذري نقلاً عن الهيثم بن عدي أن عددهم كان ستمائة شخص وأنهم قتلوا عن أخرهم ولم يبقى منهم أحد.

## القضاء على ثورة مدعي النبوة أستاذ سيس الفارسي

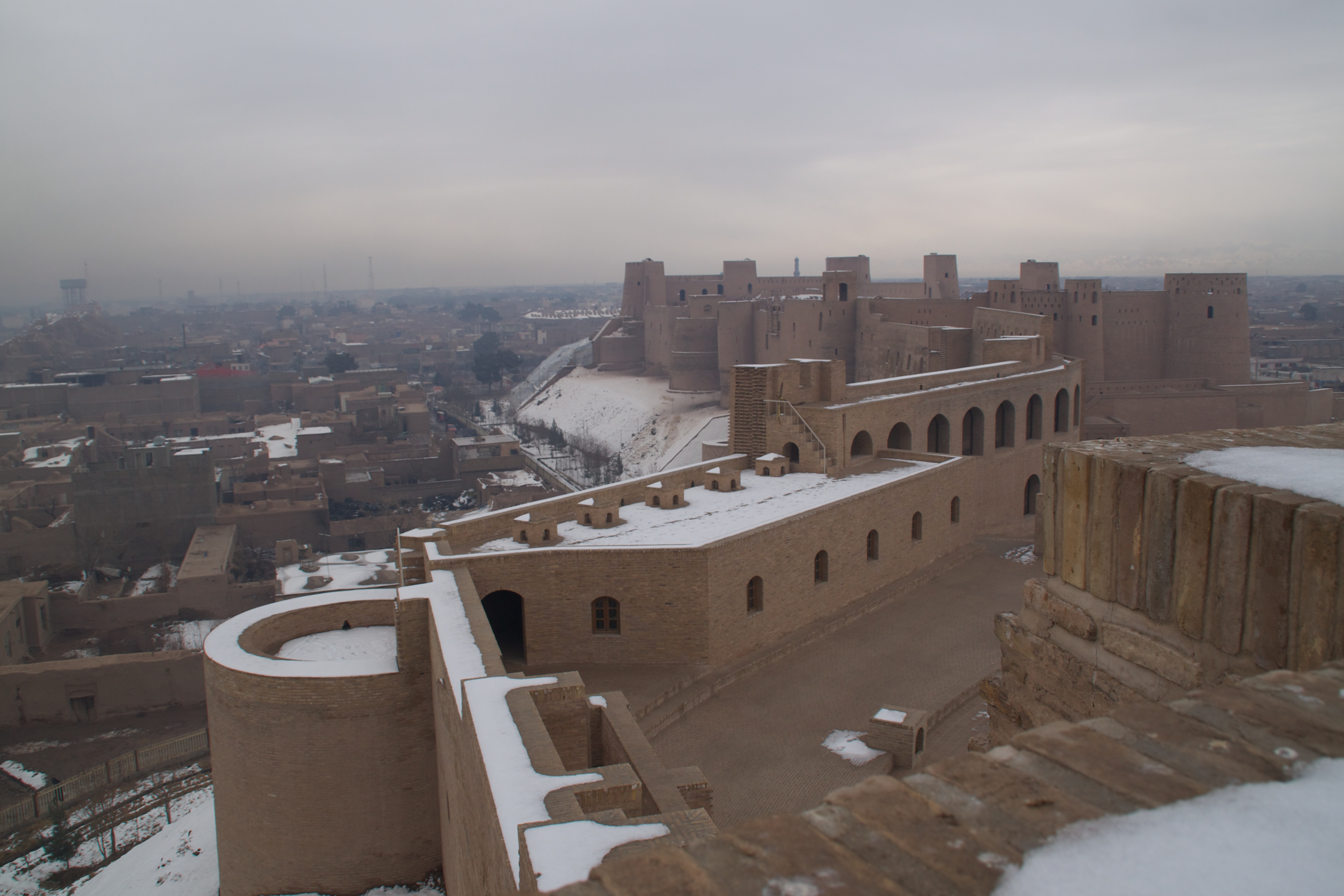
صورة لقلعة مدينة هراة وقد وقع بالقرب من هذه المدينة القتال بين خازم وأتباع مدعي النبوة أستاذ سيس.

وأستاذ سيس رجل فارسي الأصل ادعى النبوة وتبعه خلق كثير في خراسان، وكان يدعوا إلى تحرير بلاد الفرس من قبضة بني العباس، واستطاع هزيمة والي خراسان العباسي والسيطرة على مناطق سجستان وهراة وبادغيس وغيرها من الأقاليم وشكل خطراً كبيراً. قال الذهبي: «وفي عام 150 هـ كَانَ خُرُوجُ أُسْتَاذِسِيسَ فِي جُمُوعِ أَهْلِ هَرَاةَ وَسِجِسْتَانَ وَبَاذَغِيسَ، وَتَجَمَّعَ مَعَهُ جَيْشٌ لَمْ يُسْمَعْ بِمِثْلِه قَطُّ، قِيلَ: كَانَ فِي نَحْوٍ مِنْ ثَلاثِمِائَةِ أَلْفِ مُقَاتِلٍ، وَغَلَبَ عَلَى عَامَّةِ خُرَاسَانَ، وَاسْتَفْحَلَ الْبَلاءُ، فَخَرَجَ لِقِتَالِهِمُ الأَجْثَمُ المروروذي بأهل مرو الروذ، فاقتتلوا أشد قتال، فَقُتِلَ الأَجْثَمُ، وَكَثُرَ الْقَتْلُ فِي جَيْشِهِ.». وسير إليه أبو جعفر المنصور عدداً من القادة فهزمهم جميعاً.

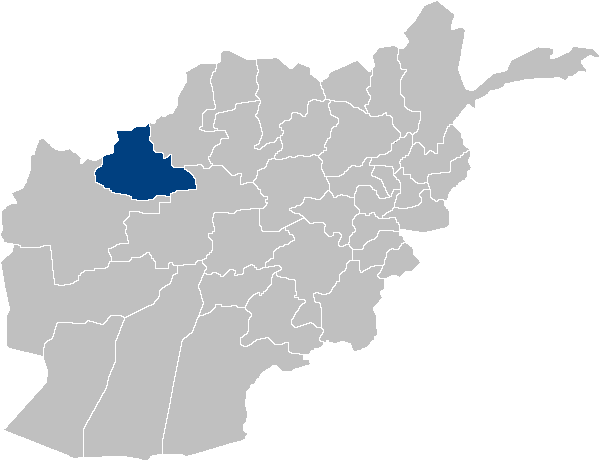
موقع ولاية باذغيس التي تحصن أستاذسيس في جبالها بعد هزيمة قواته

فدعى أبو جعفر المنصور المهدي والقائد خازم بن خزيمة وندبهما لقتال أستاذسيس، ويذكر ابن جرير الطبري أن خازماً كان مريضاً، فشرب دوائه ثم قدم على المهدي وهو في نيسابور، وقدم المهدي خازماً لقتال أستاذ سيس فأنتخب من العسكر أربعين ألف مقاتل، وجعل على ميمنته الهيثم بن شعبة بن ظهير التميمي وعلى الميسرة نهار بن الحصين التميمي، وجعل لوائه مع مولاه بسام، والتقى مع قوات أستاذ سيس وأقتتلوا قتالاً شديداً، وحمل خازم بن خزيمة على الحريش السجستاني وكان من قادة جيش أستاذ سيس حتى هزمه، وقتل سبعين ألف من أصحابه، وأسر خازم يومها أربعة عشر ألفاً فضرب أعناقهم جميعاً، وقد أستطاع أستاذ سيس الفرار إلى الجبال، فطارده خازم بن خزيمة حتى تمكن من القبض عليه وأخذه أسيراً وأرسله إلى أبو جعفر في بغداد.
قال السيوطي: «وفي سنة 150 هـ خرجت الجيوش الخراسانية عن الطاعة مع أستاذسيس، واستولى على أكثر مدن خراسان، وعظم الخطب، واستفحل الشر، واشتد على المنصور الأمر، وبلغ ضريبة الجيش الخراساني ثلاثمائة ألف مقاتل ما بين فارس وراجل، فتجهز لحربهم خازم بن خزيمة في جيش عرمرم يسدّ الفضاء، فالتقى الجمعان، وصبر الفريقان، وكانت وقعة مشهورة يقال: قتل فيها سبعون ألفًا، وانهزم أستاذسيس فالتجأ إلى جبل، وأمر الأمير خازم في العام الآتي بالأسرى فضربت أعناقهم، وكانوا أربعة عشر ألفًا، ثم حاصروا أستاذسيس مدة، ثم سلم نفسه فقيدوه وأطلقوا أجناده، وكان عددهم ثلاثين ألفًا.». ولما وصل أستاذ سيس إلى الخليفة أبو جعفر المنصور أمر به فقتل وذلك في سنة 150 هـ.

## فتح طبرستان

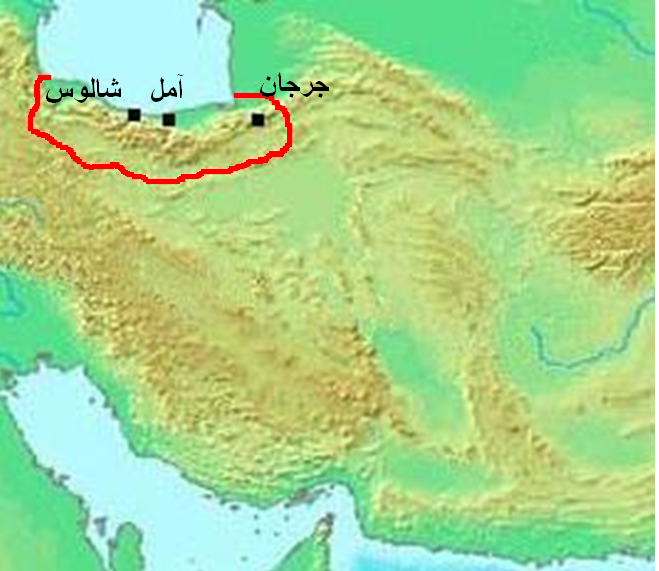
خريطة تقريبية لحدود إقليم طبرستان التاريخي.

أرسل أبو جعفر المنصور لابنه المهدي أن يوجه جيشاً مع القائد خازم بن خزيمة لمحاربة الاصبهبذ ملك طبرستان، وكان بين الأصبهبذ وبين المصمغان حروب طويلة فتصالحوا وأجمعوا على محاربة المسلمين، وانصرف كل واحدٍ منهما إلى بلاده، وهاجم خازم بن خزيمة مدينة الرويان في طبرستان ففتحها، وأخذ قلعة الطاق فيها، وطالت الحرب بين خازم وملك طبرستان الإصبهبذ، فألح خازم على حربه، حتى تمكن من هزيمة الاصبهبذ وقتل أكثر أصحابه، وفتح إقليم طبرستان، وفر الأصبهبذ إلى قلعته وتحصن فيها، فحاصره خازم حصاراً شديداً، حتى طلب الأمان على أن يسلم القلعة بما فيها من ذخائر، ثم سار خازم وحارب المصمغان وظفر به وهزمه وفتح بلاده وبذلك تمكن خازم من توطيد الحكم العباسي في جميع بلاد طبرستان.
وقد ذكر ياقوت الحموي أن الأصبهبذ حصل بينه وبين الخليفة أبو العباس السفاح صلح بعد قيام الدولة العباسية، فبعث إليه السفاح عاملاً لياخذ منه المال، ولما ولي أبو جعفر المنصور غدر الأصبهبذ بالمسلمين وقتلهم، فوجه إليه المنصور خازم بن خزيمة فظفر بهم وفتح طبرستان. قال اليعقوبي: «عصى قارن أصبهبذ طبرستان فوجه إليه خازم بن خزيمة التميمي ففتح طبرستان وأسر قارن.». وذكر أبو حنيفة الدينوري في الأخبار الطوال أن المنصور عقد لخازم بن خزيمة على إمارة طبرستان.

## صفاته وشخصيته العسكرية والقيادية
| كان المنصور قد اناب عنه القائد خازم بن خزيمة لما له من سجل حافل في الدعوة العباسية. |
| —فاروق عمر                                                                          |

كان خازم بن خزيمة يمتلك الصفات المميزة في الجوانب القيادية، والتي يأتي في مقدمتها أصالة الرأي، والإبداع وسرعة اتخاذ القرار، وبعد النظر، وكذلك كان خازم بن خزيمة مخلصاً لمبادئه وللخليفة وللدولة العباسية وسياستها، كما أمتاز بتكتيكاته الحربية الذكية وجرأته وإقدامه، ومعرفته لطبيعة من يقودهم، وكان ذا خبرة وحسن اختيار لجنوده، بالإضافة إلى ذكائه وبراعته في إدارة المعارك وتسييرها حسب إمكانياته، وظروفه، وعرف خازم بحسن تقديره للمواقف وقوة تنظيمه لجيشه، والحفاظ على عناصره، وتحمله لمسؤوليات القيادة بنفسه فضلا عن الضبط الصارم لجنوده مما جعل جنوده قوة عسكرية خطيرة وضاربة، وكان خلفاء بني العباس يدركون ذلك جيداً حتى قيل: «كان بنو العباس إذا حلَّت بهم مصيبة ووقعت بهم كارثة استجلبوا خازم بن خزيمة أو ولده خزيمة بن خازم.».
وامتاز خازم بن خزيمة بالذكاء والخبرة والدهاء في المعارك والحروب، وقد أستطاع أن يبتدع الخطط العسكرية مما أفضى إلى انتصاره في جميع العمليات العسكرية التي تولاها، وكان يجيد فنون الحرب ويسعى دوماً لاستغلال الفرص وكان يفضل أسلوب الحصار، والالتفاف على العدو، واستدراجه إلى الأرض التي تناسبه. وعرف خازم بالأمانة والإخلاص للخلافة العباسية وبحسن التصرف حتى كان موضع أمان وثقة للخلفاء حتى أنهم استخلفوه نائباً عنهم في عاصمة الخلافة أثناء ذهابهم إلى الحج قال ابن كثير: «وَفِي عام 144 هـ حَجَّ بِالنَّاسِ أَبُو جعفر المنصور واستخلف على الحيرة والعسكر خازم بن خزيمة».

## أولاده

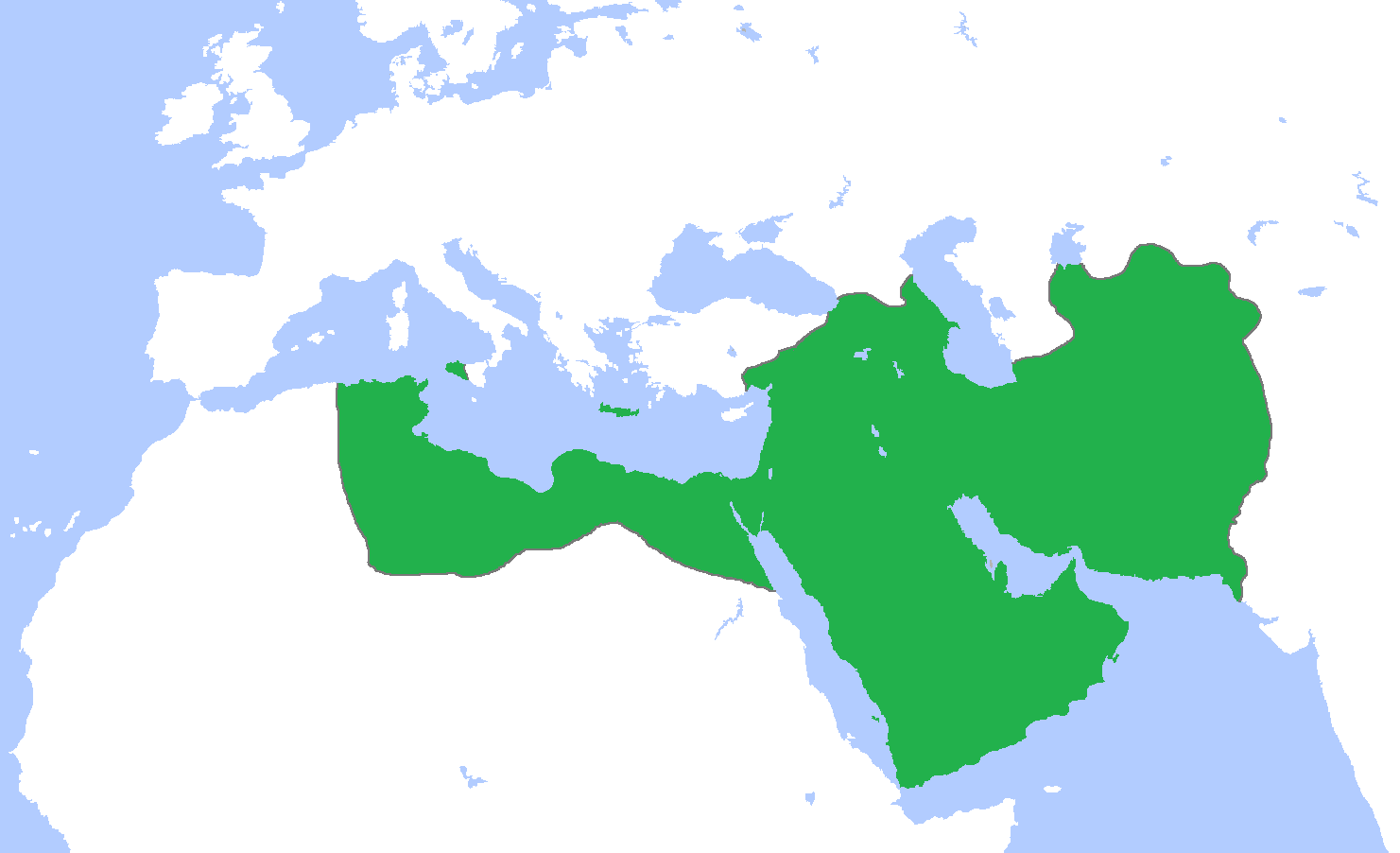
الدولة العباسية في أقصى اتساعها.

كان لخازم خمسة أولاد، وقد كان بنو خازم أشرافاً في الدولة العباسية وتولوا الولايات والأعمال في أرجاء الدولة، وأولاده هم:
- خزيمة بن خازم وهو أكبر أولاده وبه كان يُكَنى أبا خزيمة، وهو أشهر أبنائه وأبعدهم ذكراً، وكان مكان والده الرجل الأول في الدولة في عهد الخليفة هارون الرشيد وقد ولي شرطة الخليفة المهدي وولي شرطة ابنه الخليفة هارون الرشيد أيضًا،[104] وعرف في البلاط العباسي كأبيه بلقب القائد،[105] ولي إمارة البصرة،[106] وإمارة أرمينية،[107] وإمارة حلب والجزيرة وذلك في عهد هارون الرشيد،[108] وولي في عهد الخليفة الأمين إمارة الجزيرة وحلب وقنسرين.[109] وكان خزيمة جواد شريفاً، وفيه يقول الشاعر أبو نواس:[110]

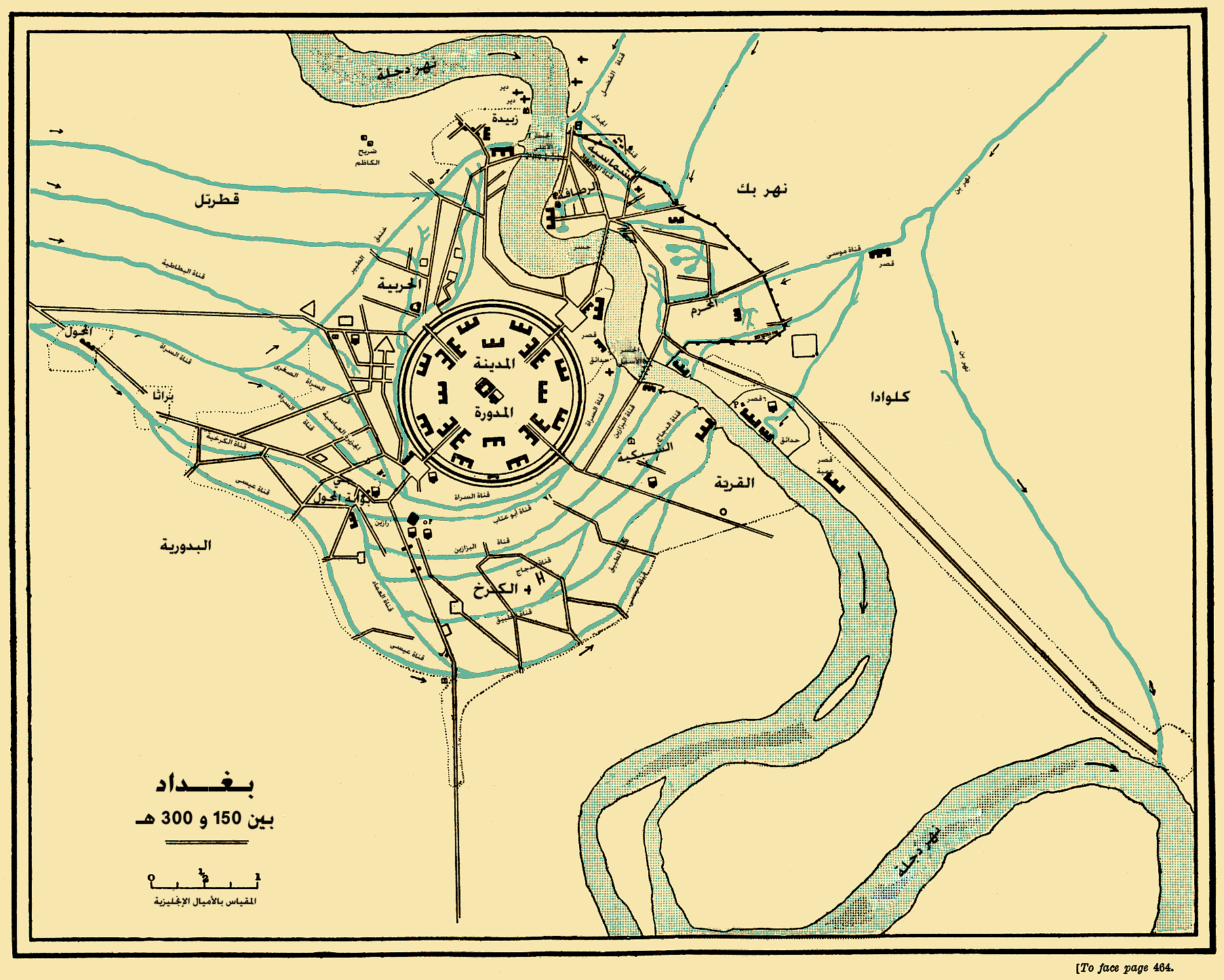
خريطة مدينة بغداد حاضرة الخلافة العباسية بين عامي 150 هـ-300 هـ

- عبد الله بن خازم كان على شرطة الخليفة المهدي،[111] ثم على شرطة ابنه الخليفة هارون الرشيد.[112] وكان مقرباً من الخليفة الأمين وقد نصحه بعدم خلع أخيه المأمون قبل الحرب بينهما فلم يستمع إليه الأمين.[113]
- إبراهيم بن خازم ولي إمارة الجزيرة وقتل في أحد المعارك مع الخوارج.[114][115]
- موسى بن خازم ولي إمارة واسط.
- شعيب بن خازم ولي إمارة دمشق في عهد هارون الرشيد.

قال البلاذري: «خزيمة، وعبد اللَّه، وشعيب، وإبراهيم، وموسى بنو خازم بْن خزيمة.».

## وفاته
توفي خازم بن خزيمة في بغداد عام (153 هـ/770 م) وصلى عليه الخليفة أبو جعفر المنصور وعزي فيه. قال يعقوب بن سفيان: «وفي سنة 153 هـ تُوُفِّيَ خَازِمُ بْنُ خُزَيْمَةَ وَصَلَّى عَلَيْهِ أَبُو جَعْفَرٍ.»

### فهرس المراجع
1. ↑  الجاحظ (2002)، ج. 3، ص. 260
2. ↑  ابن العديم (1988)، ج. 7، ص. 256
3. ↑  ابن حزم (1983)، ص. 230
4. ↑  ابن قتيبة (1992)، ج. 1، ص. 417؛ البلاذري (1996)، ج. 4، ص. 115
5. ↑  الطبري (1967)، ج. 7، ص. 408-409؛ ابن الأثير (1997)، ج. 4، ص. 362؛ البلاذري (1996)، ج. 2، ص. 5
6. 1 2  أبو حنيفة الدينوري (1960)، ص. 443
7. ↑  الطبري (1967)، ج. 7، ص. 462
8. 1 2  النويري (2002)، ج. 22، ص. 95
9. 1 2  ابن الجوزي (1992)، ج. 7، ص. 324
10. ↑  ابن الكلبي (1986)، ج. 1، ص. 209
11. ↑  القلقشندي (1980)، ج.1، ص. 249
12. ↑  القيرواني (1981)، ج. 1، ص. 159
13. ↑  المفضل الضبي (2003)، ص. 41
14. ↑  الميداني (1995)، ج. 2، ص. 332
15. ↑  العيني (2010)، ج. 4، ص. 538
16. ↑  البري (1983)، ج. 1، ص. 121
17. ↑  ابن حمدون (1996)، ج. 1، ص. 418
18. ↑  ابن منظور (1993)، ج. 1، ص. 510
19. ↑  الطبري (1967)، ج 7 ص 157
20. ↑  أبو عبيدة (1998)، ج. 2، ص. 539
21. ↑  الطبري (1967)، ج.6، ص 511
22. ↑  ابن كثير (1986)، ج. 7، ص. 143؛ ابن الأثير (1997)، ج. 2، ص. 414
23. ↑  البغدادي (2001)، ج. 1، ص. 402 - 403
24. ↑  العسكري (1998)، ص. 144
25. ↑  غير معروف (1971)، ص. 219
26. ↑  الطبري (1967)، ج.7، ص. 360
27. ↑  ابن كثير (1986)، ج. 10، ص. 34
28. ↑  الطبري (1967)، ج. 4، ص. 326
29. ↑  غير معروف (1971)، ص. 332
30. ↑  ابن الأثير (1997)، ج. 4، ص. 393؛ النويري (2002)، ج. 22، ص. 32
31. ↑  غير معروف (1971)، ص. 336 - 337
32. ↑  ابن مسكويه (2001)، ج. 3، ص. 309
33. ↑  ابن الأثير (1997)، ج. 5، ص. 30
34. ↑  ابن خلدون (1981)، ج. 3، ص. 221
35. ↑  البلاذري (1996)، ج. 9، ص. 322
36. ↑  السيوطي (2004)، ص. 190
37. ↑  الزركلي (2002)، ج. 3، ص. 180
38. ↑  خليفة بن خياط (1977)، ص. 388
39. ↑  ابن مسكويه (2001)، ج. 3، ص. 289
40. ↑  الطبري (1967)، ج. 7، ص. 385-386
41. ↑  ابن الأثير (1997)، ج. 4، ص. 380
42. ↑  أبو زكريا (2006)، ج.1، ص. 350
43. ↑  الطبري (1967)، ج.7، ص. 463
44. ↑  ابن الأثير (1997)، ج. 5، ص. 42
45. ↑  ابن خلدون (1981)، ج. 3، ص. 225
46. ↑  النويري (2002)، ج 22 ص 59
47. ↑  الزركلي (2002)، ج. 2، ص. 133
48. ↑  ابن كثير (1986)، ج. 10، ص. 57
49. ↑  الموسوعة الموجزة في التاريخ الإسلامي، المجلد الثالث عشر ص 108. نسخة محفوظة 2022-05-01 على موقع واي باك مشين.
50. ↑  النويري (2002)، ج 6 ص 157
51. ↑  الطبري (1967)، ج.7، ص 495-496
52. ↑  ابن الأثير (1997)، ج. 5، ص. 67
53. ↑  ابن مسكويه (2001)، ج. 3، ص. 369
54. ↑  البلاذري (1996)، ج. 4، ص. 249
55. ↑  ابن الجوزي (1992)، ج. 12، ص. 88
56. ↑  الطبري (1967)، ج.7، ص.499
57. ↑  ابن الأثير (1997)، ج. 5، ص. 70
58. ↑  خليفة بن خياط (1977)، ص. 417
59. ↑  البلاذري (1996)، ج. 4، ص. 250
60. ↑  البلاذري (1996)، ج. 4، ص. 171
61. ↑  الطبري (1967)، ج. 7، ص. 461
62. ↑  ابن الأثير (1997)، ج. 5، ص. 41
63. ↑  ابن كثير (1986)، ج. 10، ص. 61
64. ↑  النويري (2002)، ج. 22، ص. 61
65. ↑  الطبري (1967)، ج 7 ص 474
66. ↑  ابن كثير (1986)، ج. 10، ص. 62
67. ↑  ابن مسكويه (2001)، ج. 3، ص. 350
68. ↑  البلاذري (1996)، ج. 4، ص. 106
69. ↑  الطبري (1967)، ج. 7، ص. 477
70. ↑  ابن الأثير (1997)، ج. 3، ص. 7
71. ↑  البلاذري (1996)، ج. 4، ص. 111
72. ↑  البلاذري (1996)، ج. 4، ص. 227
73. ↑  ابن الأثير (1997)، ج. 5، ص. 88
74. ↑  ابن الجوزي (1992)، ج. 8، ص. 30
75. ↑  الذهبي (1993)، ج. 9، ص. 7
76. ↑  البلاذري (1996)، ج. 4، ص. 229
77. ↑  النويري (2002)، ج. 22، ص. 83
78. ↑  الطبري (1967)، ج. 7 ص. 509؛ ابن مسكويه (2001)، ج. 3، ص. 376؛ ابن خلدون (1981)، ج. 3، ص. 234 - 235؛ البلاذري (1996)، ج. 4، ص. 230
79. ↑  الموسوعة الموجزة في التاريخ الإسلامي، المجلد الثالث عشر ص 124. نسخة محفوظة 2022-05-01 على موقع واي باك مشين.
80. ↑  النويري (2002)، ج 22 ص 81
81. ↑  الطبري (1967)، ج. 7 ص. 506؛ ابن الأثير (1997)، ج. 5، ص. 87
82. ↑  البلاذري (1996)، ج. 4، ص. 236
83. ↑  الموسوعة الموجزة في التاريخ الإسلامي، المجلد الثالث عشر ص 7. نسخة محفوظة 2022-05-01 على موقع واي باك مشين.
84. ↑  الذهبي (1993)، ج. 9، ص. 53
85. ↑  ابن الأثير (1997)، ج. 5، ص. 162
86. ↑  ابن مسكويه (2001)، ج. 3، ص. 443
87. ↑  الفسوي (1974)، ج. 1، ص. 136
88. ↑  الطبري (1967)، ج 8 ص 30 - 31
89. ↑  ابن الجوزي (1992)، ج. 8، ص. 122
90. ↑  السيوطي (2004)، ص. 195
91. ↑  المقدسي (1899)، ج. 6، ص. 86 - 87
92. ↑  خليفة بن خياط (1977)، ص. 425
93. ↑  الطبري (1967)، ج 4 ص 346
94. ↑  ابن الأثير (1997)، ج. 5، ص. 89
95. ↑  الحموي (1996)، ج. 4، ص. 15
96. ↑  اليعقوبي (2002)، ج. 1، ص. 138
97. ↑  أبو حنيفة الدينوري (1960)، ص. 385
98. ↑  فاروق عمر (2005)، ص. 125
99. ↑  أحمد عبد الحافظ (2015)، ص. 90
100. ↑  المجلة العربية في العلوم الانسانية والاجتماعية، المجلد العاشر، العدد الرابع ص 168 - 169. نسخة محفوظة 2022-09-13 على موقع واي باك مشين.
101. ↑  ابن كثير (1986)، ج. 10، ص. 80
102. ↑  فاروق عمر (2005)، ص. 109
103. ↑  النعيمي (2004)، ص. 149
104. ↑  اليعقوبي (2002)، ج. 1، ص. 45
105. ↑  الطبري (1967)، ج 8 ص 232
106. ↑  خليفة بن خياط (1977)، ص. 462
107. ↑  اليعقوبي (1995)، ج. 2، ص. 426
108. ↑  خليفة بن خياط (1977)، ص. 463
109. ↑  ابن العديم (1996)، ص. 38
110. ↑  القلقشندي (2012م)، ج. 1، ص. 430
111. ↑  الطبري (1967)، ج 8 ص 164
112. ↑  خليفة بن خياط (1977)، ص. 382
113. ↑  ابن الأثير (1997)، ج. 3، ص. 120
114. ↑  البري (1983)، ج. 1، ص. 122
115. ↑  ابن الأثير (1997)، ج. 5، ص. 304
116. ↑  البلاذري (1996)، ج. 12، ص. 136
117. ↑  الدارقطني (1986)، ج.2، ص. 651
118. ↑  ابن ماكولا (1990)، ج.2، ص. 285
119. ↑  الفسوي (1974)، ج. 1، ص. 140

### معلومات المراجع كاملة
- المطهر بن طاهر المقدسي (1899)، البدء والتاريخ، تحقيق: كليمان هوارت، باريس، OCLC:236006376، QID:Q114790473{{استشهاد}}:  صيانة الاستشهاد: مكان بدون ناشر (link)
- أبو حنيفة الدينوري (1960)، الأَخبار الطِّوال، تراثنا، مراجعة: جمال الدين الشيال. تحقيق: عبد المنعم عامر (ط. 1)، القاهرة: وزارة الثقافة المصرية، OCLC:4769994321، QID:Q114787319
- محمد بن جرير الطبري (1967)، تاريخ الرُّسُل و المُلُوك، تحقيق: محمد أبو الفضل إبراهيم (ط. 2)، القاهرة: دار المعارف، OCLC:934442375، QID:Q114456807
- غير معروف (1971)، أخبار الدولة العباسية وفيه أخبار العباس وولده، تحقيق: عبد العزيز الدوري، عبد الجبار المطلبي، بيروت: دار الطليعة للطباعة والنشر، QID:Q114706066
- يعقوب الفسوي (1974)، كتاب المعرفة والتاريخ، تحقيق: أكرم ضياء العمري (ط. 1)، بغداد: مطبعة الإرشاد، OCLC:977081522، QID:Q114720338
- خليفة بن خياط (1977)، تاريخ خليفة بن خياط، تحقيق: أكرم ضياء العمري (ط. 2)، دمشق، بيروت: دار القلم، مؤسسة الرسالة، OCLC:1158744197، QID:Q114711300
- ابن رشيق القيرواني (1981)، العمدة في محاسن الشعر وآدابه، تحقيق: محمد محيي الدين عبد الحميد (ط. 5)، بيروت: دار الجيل للطبع والنشر والتوزيع، OCLC:468762187، QID:Q114757242
- ابن خلدون (1981)، العبر وديوان المُبتدأ والخبر في تاريخ العرب والبربر ومن عاصرهم من ذوي الشأن الأكبر، مراجعة: سهيل زكار. تحقيق: خليل شحادة (ط. 1)، بيروت: دار الفكر، OCLC:236018229، QID:Q114684142
- أبو أحمد العسكري (1982)، تصحيفات المحدثين، تحقيق: محمود أحمد ميرة (ط. 1)، القاهرة: المطبعة العربية الحديثة، OCLC:55743573، QID:Q114906137
- محمد بن أبي بكر البري (1983)، الجوهرة في نسب النبي وأصحابه العشرة، تحقيق: محمد ألتونجي (ط. 1)، الرياض: دار الرفاعي، OCLC:1227852667، QID:Q114811856
- ابن حزم الأندلسي (2010)، جمهرة أنساب العرب، تحقيق: عبد السلام هارون (ط. 7)، القاهرة: دار المعارف، OCLC:22896260، QID:Q114955882
- الدارقطني (1986)، المُؤْتَلِف والمُخْتَلِف، تحقيق: موفق بن عبد الله بن عبد القادر (ط. 1)، بيروت: دار الغرب الإسلامي، OCLC:4771061161، QID:Q114832357
- ابن كثير الدمشقي (1982)، البداية والنهاية، بيروت: دار الفكر للطباعة والنشر والتوزيع، مطبعة السعادة، OCLC:28144426، QID:Q114679727
- ابن الكلبي (1986)، جَمْهَرة النَّسَب، تحقيق: ناجي حسن (ط. 1)، عالم الكتب، OCLC:4770167056، QID:Q114810954
- أبو العباس القلقشندي (1987)، صبح الأعشى في صناعة الإنشاء، تحقيق: محمد حسين شمس الدين (ط. 1)، بيروت: دار الكتب العلمية، OCLC:4771215488، QID:Q114763488
- ابن العديم (1988)، بغية الطلب في تاريخ حلب، تحقيق: سهيل زكار، بيروت: دار الفكر للطباعة والنشر والتوزيع، OCLC:4770897819، QID:Q114687858
- ابن ماكولا (1990)، الإكمال في رفع الارتياب عن المؤتلف والمختلف في الأسماء والكنى والأنساب (ط. 1)، بيروت: دار الكتب العلمية، OCLC:4770508124، QID:Q114876014
- ابن قتيبة (1992)، المعارف، تحقيق: ثروت عكاشة (ط. 6)، القاهرة: دار الكتب والوثائق القومية، OCLC:929498770، QID:Q114755560
- أبو الفرج بن الجوزي (1992)، المُنتظم في تاريخ المُلُوك والأُمم، مراجعة: نعيم زرزور. تحقيق: محمد عبد القادر عطا، مصطفى عبد القادر عطا (ط. 1)، بيروت: دار الكتب العلمية، OCLC:25457932، QID:Q114811014
- شمس الدين الذهبي (1993)، تاريخ الإسلام ووفيات المشاهير والأعلام، تحقيق: عمر عبد السلام تدمري (ط. 2)، بيروت: دار الكتاب العربي، OCLC:1227672552، QID:Q115057795
- ابن منظور (1994)، لسان العرب (ط. 3)، بيروت: دار صادر، OCLC:4770578388، QID:Q114878607
- أبو الفضل الميداني (1995)، مجمع الأمثال، تحقيق: محمد محيي الدين عبد الحميد (ط. 1)، بيروت: دار المعرفة للطباعة والنشر، OCLC:864746608، QID:Q114870650
- ياقوت الحموي (1977)، معجم البلدان (ط. 1)، بيروت: دار صادر، OCLC:1014032934، QID:Q114913343
- اليعقوبي (1995)، تاريخ اليعقوبي (PDF) (ط. 6)، بيروت: دار صادر، OCLC:1102192975، QID:Q114988669
- البلاذري (1996)، جمل من كتاب أنساب الأشراف، تحقيق: سهيل زكار، رياض زركلي، بيروت: دار الفكر للطباعة والنشر والتوزيع، OCLC:122969004، QID:Q114665392
- ابن حمدون (1996)، التذكرة الحمدونية، تحقيق: إحسان عباس، بكر عباس (ط. 1)، بيروت: دار صادر، OCLC:36091907، QID:Q114814447
- ابن العديم (1996)، زُبدة الحلب من تاريخ حلب، تحقيق: خليل المنصور (ط. 1)، بيروت: دار الكتب العلمية، OCLC:36323253، QID:Q114792807
- ابن الأثير الجزري (1997)، الكامل في التاريخ، تحقيق: عمر عبد السلام تدمري (ط. 1)، بيروت: دار الكتاب العربي، OCLC:784518815، QID:Q114660797
- معمر بن المثنى (1998)، شرح نقائض جرير والفرزدق، تحقيق: محمد إبراهيم حور، وليد محمود خالص (ط. 2)، أبو ظبي: المجمع الثقافي، OCLC:4770083585، QID:Q114760860
- الخطيب البغدادي (2001)، تاريخ بغداد، تحقيق: بشار عواد معروف (ط. 1)، بيروت: دار الغرب الإسلامي، OCLC:49659164، QID:Q114815356
- مسكويه (2000)، تجارب الأُمم وتعاقُب الهمم، تحقيق: أبو القاسم إمامي (ط. 2)، طهران: دار سروش، OCLC:914343054، QID:Q114785529
- خير الدين الزركلي (2002)، الأعلام: قاموس تراجم لأشهر الرجال والنساء من العرب والمستعربين والمستشرقين (ط. 15)، بيروت: دار العلم للملايين، OCLC:1127653771، QID:Q113504685
- الجاحظ (2002)، البيان والتبيين، بيروت: دار ومكتبة الهلال، OCLC:968777261، QID:Q114648059
- شهاب الدين النويري (2002)، نهاية الأرب في معرفة الأدب، تحقيق: مجموعة (ط. متعدد)، القاهرة: دار الكتب والوثائق القومية، OCLC:4770572881، QID:Q114648205
- اليعقوبي (2002). البلدان (ط. 1). بيروت: دار الكتب العلمية. ISBN:978-2-7451-3419-6. OCLC:51236000. QID:Q114966099.
- المفضل الضبي (2003)، أمثال العرب (ط. 1)، بيروت: دار ومكتبة الهلال، OCLC:1158829308، QID:Q114853384
- جلال الدين السيوطي (2004)، تاريخ الخُلفاء، تحقيق: حمدي الدمرداش (ط. 1)، المدينة المنورة: مكتبة نزار مصطفى الباز، QID:Q114836121
- نزار محمد النعيمي (2004)، الجيش وتأثيراته في سياسة الدولة الإسلامية: منذ تأسيسها وحتى سقوط بغداد 1-656 هـ، إربد: دار الكتاب الثقافي، OCLC:54767504، QID:Q115058000
- فاروق عمر فوزي (2005). الجيش والسياسة : في العصر الأموي ومطلع العصر العباسي، 41 ھ/661 م-334 ھ/956 م: دراسة تاريخية (ط. 1). عَمَّان: مجدلاوي للنشر والتوزيع. ISBN:9957-02-161-3. OCLC:63793686. QID:Q114955667.
- أبو زكريا الأزدي (2006). تاريخ الموصل. بيروت: دار الكتب العلمية. ISBN:978-2-7451-5144-5. OCLC:1158841804. OL:53494207M. QID:Q115096890.
- بدر الدين العيني (2010)، المقاصد النحوية في شرح شواهد شروح الألفية، تحقيق: علي محمد فاخر، أحمد محمد توفيق السوداني، عبد العزيز محمد فاخر (ط. 1)، القاهرة: دار السلام للطباعة والنشر والتوزيع والترجمة، OCLC:1230010462، QID:Q114812159
- أحمد عبد الحافظ (2015). أيام الرشيد: قصة العصر الذهبي للخلافة الإسلامية (ط. 1). القاهرة: دار البشير للثقافة والعلوم. ISBN:978-65-00-22609-6. OCLC:8543327264. QID:Q115058304.